# MTO-Analyse
Die MTO-Analyse (Abk. f. Mensch, Technik, Organisation) wurde als ganzheitliche, autonomieorientierte Betriebs-Analyse von Oliver Strohm und Eberhard Ulich am Institut für Arbeitspsychologie der ETH Zürich entwickelt. Sie betrachtet Unternehmen, Betriebe oder Organisationen sowohl auf der Ebene des Gesamt-Unternehmens, der einzelnen Organisationseinheiten, der Arbeits-Gruppe als auch des Individuums. Obwohl ursprünglich für den industriellen Bereich konzipiert, lassen sich ihre konzeptuellen und methodischen Grundzüge auch auf Krankenhäuser, Schulen, Verwaltungen usw. übertragen.
Die MTO-Analyse versteht sich zwar als neu entwickelt (basierend auf dem Ansatz des soziotechnischen Systems und der Handlungsregulationstheorie), integriert jedoch auch bereits bestehende Verfahren, wie das VERA-, das RHIA-, das KABA- und das KOMPASS-Verfahren.

## MTO-Konzept
Das MTO-Konzept kann als soziotechnisches Analyse-, Bewertungs- und Gestaltungskonzept gelten. Mensch, Technik und Organisation sind voneinander abhängig und wirken im Arbeitsprozess koordiniert zusammen auf die gemeinsam zu erfüllende Arbeitsaufgabe. "Die Arbeitsaufgabe verknüpft einerseits das soziale mit dem technischen Teilsystem, sie verbindet andererseits den Menschen mit den organisationalen Strukturen" ("Primat der Aufgabe", Ulich, 2005, beide S. 84). Laut diesem Konzept kann die Einführung neuer Techniken in einem Unternehmen nur dann den angestrebten Erfolg bewirken, wenn sowohl menschliche als auch technische Ressourcen sowie Umweltgegebenheiten, Erwartungen und Erfahrungen beachtet werden.
Die folgende Darstellung illustriert die einzelnen Bereiche und die Schnittmengen. Neben dem zentralen Arbeitshandeln sind die o. g. Schnittstellen interessant, um Probleme oder Möglichkeiten zu identifizieren. Dabei kann man die Schnittmengen wie folgt beschreiben:
- Mensch und Technik: Mensch-Maschine-Interaktion; Mensch-Maschine-Schnittstelle
- Mensch und Organisation: Rolle(n)
- Technik und Organisation: Soziotechnisches System

Im Zusammenhang mit dem grundsätzlichen Modell setzt sich Ulich (2005) auch noch regelmäßig mit den unterschiedlichen Formen der Arbeitsgestaltung auseinander. Daher wird dieses Modell und die MTO-Analyse regelmäßig in Verbindung zu diesen Formen gebracht. Ulich (2005, S. 185ff.) unterscheidet dabei zwischen korrektiver, präventiver und prospektiver Arbeitsgestaltung. Dies wird zunehmend auch vor dem Hintergrund des demographischen Wandels eingebracht (z. B. Packebusch & Kruse, 2006). Gerade auch bei angewandten Projekten hat sich dabei die systemische Darstellung des MTO-Konzepts bewährt.

## Schritte der MTO-Analyse
Die sieben Schritte der MTO-Analyse müssen in der aufgeführten Reihenfolge nacheinander durchgeführt werden, da die gesammelten Informationen einer Analyse jeweils den Ausgangspunkt für die nachfolgende Analyse bilden.

### Analyse auf Ebene des Unternehmens
Mit der Analyse auf Unternehmensebene sollen eine breite Orientierung über den Betrieb gewonnen und somit Bewertungen aus arbeitspsychologischer und organisationspsychologischer Perspektive möglich werden. Dies erfolgt über prozessorientierte Auftragsdurchlauf- und strukturbezogene Systemanalysen.
- Gegenstand: Ziele, Strategien und Organisation des Unternehmens; die Marktposition; Produkte und Produktionsbedingungen; Personalstruktur; Technikeinsatz; Qualitätsmanagement; Innovationsverhalten; Lohnsystem, Arbeitszeitmodelle und Mitwirkungsrechte der Beschäftigten; Technik-, Produktions- und Qualitätsphilosophie des Unternehmens. Besonderes Augenmerk gilt dabei der Komplexität, Flexibilität und Vollständigkeit der Strukturen.

- Methodik: Dokumentenanalysen, Experteninterviews

### Analyse von Auftragsdurchläufen
In diesem Stadium werden 2–5 typische (abgeschlossene) Aufträge arbeitsprozess- und durchlaufzeitbezogen untersucht, dabei wird auch die Planung der Aufträge dem tatsächlichen Ablauf gegenübergestellt. Im Zentrum des Interesses stehen die funktionale Integration, Planungsqualität, Anzahl und Qualität der Schnittstellen sowie notwendige und überflüssige Redundanzen.
Wichtiger Teil dieses Abschnitts ist die Identifizierung der im nächsten Schritt zu analysierenden Arbeitssysteme.
- Methodik: Dokumentenanalyse, Ablauforientierte Betriebsbegehungen, Experteninterviews, Gruppeninterviews

### Analyse von Arbeitssystemen
Diese Analyse bezieht sich auf Inputs, Transformationsprozesse, Outputs, technisch-organisatorischer Gestaltung sowie Schwankungen und Störungen derselben. Wichtige Kriterien sind die Unabhängigkeit der einzelnen Organisationseinheiten, der Aufgabenzusammenhang innerhalb der Organisationseinheit, die Einheit von Produkt und Organisation, die Polyvalenz der Beschäftigten sowie die technisch-organisatorische Konvergenz. Ein weiterer wichtiger Aspekt ist die Möglichkeiten der Selbstregulation innerhalb der Organisationseinheit. Im Zuge dieser Analyse müssen Schwankungen oder Probleme in Zusammenhang mit möglichen Ursachen gebracht werden (kriterienorientierte Bewertung). Des Weiteren werden die im Folgenden zu analysierenden Arbeitsgruppen identifiziert.
- Methodik: Dokumentenanalyse, Experteninterviews, Gruppeninterviews

### Analyse von Arbeitsgruppen
Zentrale Frage ist hier, inwieweit die Arbeiter Möglichkeiten zur kollektiven Regulation von Arbeitsaufgaben u. -zeit, Umgebungsbedingungen, Qualifizierung, Leistung, Qualität oder die interne und externe Koordination haben (Mitbestimmung und Selbstregulation).
- Methodik: Dokumentenanalyse, Gruppeninterviews, Beobachtungsinterviews, VERA-KHR nach Weber

### Analyse von Schlüsseltätigkeiten
Die Analyse von Schlüsseltätigkeiten dient der Erfassung der Oberflächenstruktur derselben und der Mensch-Maschine-Funktionsteilung.
- Gegenstand: Arbeitseinheiten; Tätigkeitsabläufe; Kommunikations- u. Kooperationserfordernisse; Mensch-Maschine-Funktionsteilung; Mensch-Maschine-Interaktion; Hindernisse

- Methodik: Ganzschichtbeobachtungen, Beobachtungsinterviews, Experteninterviews, VERA, KABA, RHIA, KOMPASS-Verfahren nach Grote

### Personenbezogene Arbeitsanalysen
Das Ziel der personenbezogenen Analyse ist die Offenlegung unterschiedlicher Wahrnehmungen und Erfahrungen. Dies ist besonders bedeutsam, da objektive Merkmale der Arbeitssituation und die subjektive Wahrnehmung durch den Beschäftigten häufig voneinander abweichen.
- Gegenstand: Erwartungen an die Arbeit, Wahrnehmung der Arbeitssituation, Arbeitszufriedenheit, Änderungswünsche und Verbesserungsvorschläge, Qualifizierungsmöglichkeiten und -barrieren

- Methodik: schriftliche Erhebung mit Skalierungsverfahren (Fragebögen, z. B. SAA, SALSA)

### Analyse der soziotechnischen Geschichte
Diese Analyse bezieht sich retrospektiv auf die Geschichte des Unternehmens, speziell auf die soziotechnische Entwicklung und das Vorgehen bei Neuerungen in der Vergangenheit. Erfahrungsgemäß hilft diese Reflexion der bisherigen Änderungsansätze dabei, zukünftige Vorhaben ganzheitlicher zu planen und zu konzeptionisieren.
Einige wichtige Meilensteine der Entwicklung sollten dabei vertieft analysiert werden. Dabei sollten auch die Erfahrungen bzw. Erinnerungen betroffener Mitarbeiter in die Analyse miteinbezogen werden.
- Gegenstand: bisherigen Strategien und Meilensteine bei der technisch-organisatorischen Entwicklung des Unternehmens
- Methodik: Dokumentenanalyse, Experteninterviews

## Bewertung
Die MTO-Analyse geht mit einem erheblichen Personal- und Zeitaufwand einher. Als Beispiel nennt Ulich (2005) einen Betrieb mit 150 Beschäftigten: 6 Untersucher brauchten für Planung und Durchführung der Analyse 30 Personentage, ohne (!) die Auswertung der gewonnenen Daten. Die Verfahrensgüte der MTO-Analyse hängt zunächst von den eingebrachten Verfahren (s. o.), aber auch von der Sorgfalt der Durchführung ab.
Dennoch wird diese Methode in der Arbeitspsychologie gut aufgenommen. Latniak bezeichnet sie als „die im deutschsprachigen Raum wohl vollständigste Methodik, die von der strategischen Ebene, der soziotechnischen Geschichte und Marktbeziehungen bis hin zu einzelnen Arbeitsplätzen und Arbeitsbedingungen ein integriertes Analyseinstrument anbietet“ (zitiert nach Ulich, 2005, S. 93).
Erfahrungen zum bisherigen Einsatz der MTO-Analyse zeigen, „dass die beteiligten Ingenieure und Ökonomen das Instrumentarium gut handhaben und dadurch zeitgleich ein umfassenderes Verständnis für betriebliche Arbeitsstrukturen und -abläufe entwickeln konnten“ (Ulich, 2005, S. 93). Es ist jedoch eine gründliche Schulung aller Beteiligten und eine Begleitung des Prozesses durch einen Arbeitspsychologen notwendig.